# Serge Monast
Serge Monast (Montréal, 12 agosto 1945 – Sherbrooke, 5 dicembre 1996) è stato un giornalista, poeta, saggista e teorico della cospirazione canadese.
È noto ai lettori di lingua inglese principalmente per il Project Blue Beam (NASA) e per i tropi della cospirazione ad esso associati. Le sue opere sulle teorie della cospirazione massonica e sul Nuovo Ordine Mondiale sono invece popolari tra i teorici e gli appassionati di lingua francese.

## Biografia
Negli anni '70 e '80, Monast era un membro attivo del Social Credit Party of Canada. 
All'inizio degli anni '90, ha iniziato a scrivere sul tema del Nuovo Ordine Mondiale e le cospirazioni nate dalle società segrete, ispirandosi in particolare alle opere di William Guy Carr. 
Ha fondato l'International Free Press Agency (AIPL, l'Agence Internationale de Presse libre), dove ha pubblicato gran parte del suo lavoro su questi temi, ottenendo un certo rilievo con un'intervista su esoteristi e ufologi durante lo show televisivo Ésotérisme Expérimental di Richard Glenn, in cui ha ripetutamente messo in guardia il suo pubblico sui pericoli di un governo mondiale. È stato intervistato da Glenn diverse volte fino al 1996. 
Nel 1994, ha pubblicato Project Blue Beam (NASA), in cui ha affermato in dettaglio che la NASA, con l'aiuto delle Nazioni Unite, stava tentando di attuare una religione New Age con l'Anticristo come suo capostipite e avviare un Nuovo Ordine Mondiale, tramite una seconda venuta di Cristo simulata tecnologicamente tenendo anche conferenze relative a questo argomento. Altri teorici della cospirazione hanno notato la somiglianza del progetto Blue Beam con le trame inedite di Gene Roddenberry dei film Star Trek trattamento The God Thing del 1975 e del 1991 Star Trek: The Next Generation episodio Devil's Due. 
Nel 1995, ha pubblicato il suo lavoro più dettagliato, Les Protocoles de Toronto (6.6.6), sul modello dei Protocolli dei Savi di Sion, in cui affermava che un gruppo massonico chiamato "6.6.6" avrebbe riunito i poteri forti del mondo, in vent'anni, per stabilire il Nuovo Ordine Mondiale e controllare le menti degli individui. 
Tra il 1995 e il 1996, Monast dichiarò di essere stato preso di mira dalla polizia e dalle autorità per il coinvolgimento nelle "reti di informazioni proibite". Istruì a casa i suoi due figli, che furono poi portati via e presi in custodia dallo stato nel settembre 1996 in modo da ricevere un'istruzione pubblica. Morì di infarto nella propria dimora nel dicembre 1996, all'età di 51 anni, il giorno dopo essere stato arrestato e aver trascorso una notte in prigione. I suoi seguaci affermano che la sua morte è stata sospetta, suggerendo che fosse stato assassinato con l'uso di "armi psicotroniche" per evitare che perseverassero nelle indagini dopo la sua morte e che Jerry Fletcher, il personaggio di Mel Gibson nel film del 1997 Ipotesi di complotto, fosse ispirato a lui. 
Le copie delle sue opere circolano ancora su Internet e hanno influenzato teorici della cospirazione successivi come il predicatore evangelico americano Texe Marrs. Alcuni dei suoi lavori successivi sono stati ristampati dall'editore e teorico della cospirazione francese Jacques Delacroix, insieme ad altri che scrivevano sui temi del lavoro relativo alla cospirazione di Monast.

## Pubblicazioni
- Testamento contre hier et demain. Manifesto de l'amour d'ici , auto-pubblicato, 1973.
- Jean Hébert, Chartierville, auto-pubblicato, 1974.
- Jos Violon: Essai d'investigation littéraire sur il comportement du Québécois, autopubblicato, 1975, 1977.
- (con Colette Carisse, Aimé Lebeau e Lise Parent) La famille: mythe et réalité québécoise, "Rapporto presentato dal Conseil des affaires sociales et de la famille", vol. 1, Conseil des affaires sociales et de la famille, 1974, 1976.
- L'Habitant, Éditions de l'Aube, 1979.
- L'Aube des brasiers nocturnes. Essai sur l'amour , Éditions de l'Aube, 1980.
- Cris intimes: poésie, Éditions de l'Aube, 1980.
- La Création irrécupérable: essai, Éditions de l'Aube, 1981.
- Méditations sur the dix commandements de Dieu, Éditions de l'Aube, 1983.
- La chiesa di San Benoît o La croce di San Benoît, Courrier de Saint Joseph, 1984? .
- L'est minuit moins chinze secondes a Ottawa: l'impossibile dualità canadese nell'edizione di Guerre civile, dossier d'enquête journalistique, La Presse Libre Nord-Américaine, 1992.
- "Présentation" di René Bergeron, Le corps mystique de l'antéchrist, Montréal, Presse libre nord-américaine , "Dossiers chocs", 1993 (ristampa del libro del 1941)
- Gouvernement mondial de l'Antéchrist, journalisme d'enquête international, "La cospirazione mondiale degli Illuminati", vol. 1, Éditions de la Presse libre, 1994. Ristampato da Delacroix.[10]
- Il programma dei campi di concentramento delle Nazioni Unite in America, "Coup d'État e preparativi di guerra in America", libro 1, Presse libre nord-américaine, 1994.
- Vaccini, medicina militare espansa, liquido cristaux, dossier d'enquête journalistique - CIA, Presse libre nord-américaine, 1994.
- Project Blue Beam (NASA), Presse libre nord-américaine [1994].
- Le Protocole de Toronto (6.6.6. ). Québec année zéro , Agenzia internazionale di stampa libera, 1995.
- Le Contrôle totali 666, Cahier d'Ouranos hors série, coll. "Enquêtes-Études-Réflexions" di Commission d'Études Ouranos. Ristampato da Delacroix.[7]
- Devozione del complotto relativo al piano del caos e del marquage dell'umanità, Éditions Delacroix.
- Le Complot des Nations Unies contre la Chrétienté, Éditions Rinf, 1995.